# Tiro com arco na Universíada de Verão de 2021
O tiro com arco na Universíada de Verão de 2021 será disputado na arena equestre do Centro de Pentatlo Moderno (Modern Pentathlon Centre Equestrian Arena), em Chengdu, na China, entre 27 e 31 de julho de 2023.

## Calendário
| Tiro com arco | Julho | Julho | Julho | Julho | Julho | Agosto | Agosto | Agosto | Agosto | Agosto | Agosto | Agosto | Agosto | Eventos |
| Tiro com arco | 27    | 28    | 29    | 30    | 31    | 1      | 2      | 3      | 4      | 5      | 6      | 7      | 8      | Eventos |
| ------------- | ----- | ----- | ----- | ----- | ----- | ------ | ------ | ------ | ------ | ------ | ------ | ------ | ------ | ------- |
| Masculino     |       |       |       | 2     | 2     |        |        |        |        |        |        |        |        | 4       |
| Feminino      |       |       |       | 2     | 2     |        |        |        |        |        |        |        |        | 4       |
| Misto         |       |       |       | 2     |       |        |        |        |        |        |        |        |        | 2       |
| Total         |       |       |       | 6     | 4     |        |        |        |        |        |        |        |        | 10      |

|  | Dia de competição |  | Dia de final |

## Medalhistas

### Masculino
| Evento     | Ouro       | Prata      | Bronze     |
| Individual | Individual | Individual | Individual |
| ---------- | ---------- | ---------- | ---------- |
| Recurvo    |            |            |            |
| Composto   |            |            |            |
| Equipe     |            |            |            |
| Recurvo    |            |            |            |
| Composto   |            |            |            |

### Feminino
| Evento     | Ouro       | Prata      | Bronze     |
| Individual | Individual | Individual | Individual |
| ---------- | ---------- | ---------- | ---------- |
| Recurvo    |            |            |            |
| Composto   |            |            |            |
| Equipe     |            |            |            |
| Recurvo    |            |            |            |
| Composto   |            |            |            |

### Misto
| Evento   | Ouro   | Prata  | Bronze |
| Equipe   | Equipe | Equipe | Equipe |
| -------- | ------ | ------ | ------ |
| Recurvo  |        |        |        |
| Composto |        |        |        |